# Contigo a muerte (película de 2021)
Kanojo (彼女?) (titulada: Ride or Die en Estados Unidos y Contigo a muerte en Hispanoamérica) es una película japonesa de thriller psicológico, drama y romance escrita por Nami Sakkawa y dirigida por Ryūichi Hiroki, protagonizada por Kiko Mizuhara y Honami Sato. La película está basada en la serie de manga Gunjō de Ching Nakamura. Estrenado el 15 de abril de 2021 por Netflix.

## Sinopsis
Rei es una chica con orientación sexual lesbiana de unos 29 años que, al enterarse de que su excompañera de clase Nanae está sufriendo violencia doméstica brutal por parte de su marido, decide matarlo para demostrarle su amor por Nanae. Nanae está llena de disgusto y miedo por el asesinato, pero Rei acepta los resultados de su decisión con el único propósito de salvar a Nanae. Mientras se buscan el uno al otro en busca de amor, Rei y Nanae se encuentran luchando con emociones incompatibles.

## Reparto
- Kiko Mizuhara como Rei Nagasawa
- Honami Sato como Nanae Shinoda

## Producción

### Desarrollo
En octubre de 2020, se anunció que Netflix está desarrollando una adaptación cinematográfica de acción real del manga, bajo el título Ride or Die (Kanojo (彼女, "Her" o "Girlfriend") en japonés) que se estrenará en todo el mundo simultáneamente en la primavera de 2021.
 